# RSI La 1
RSI La 1 – szwajcarski kanał telewizyjny nadawany przez Radiotelevisione svizzera (RSI), włoskojęzyczną część publicznego nadawcy radiowo-telewizyjnego SRG SSR, i pełniący we włoskojęzycznych regionach kraju rolę pierwszego programu telewizji publicznej. Podobnie jak większość tego typu stacji, kanał ma profil ogólnotematyczny i adresowany jest do szerokiej publiczności. Stacja została uruchomiona w 1958 roku. Od tego czasu kilkakrotnie zmieniała nazwę, ostatnio w 2009, kiedy to przeprowadzono rebranding wszystkich mediów publicznych nadających w Szwajcarii po włosku, mający na celu zgrupowanie ich pod wspólną marką RSI. 
Tak jak wszystkie "Jedynki" SRG SSR, RSI La 1 dostępna jest w naziemnym przekazie cyfrowym w całej Szwajcarii. Ponadto można ją znaleźć w sieciach kablowych oraz w przekazie z satelity Eutelsat Hot Bird 13C, przy czym sygnał satelitarny jest kodowany. 